# Wereldkampioenschappen openwaterzwemmen 2011 - 10 kilometer vrouwen
De 10 kilometer vrouwen op de wereldkampioenschappen openwaterzwemmen 2011 vond plaats op 19 juli 2011 in Jinshan City Beach in Shanghai, China. De eerste tien zwemsters in de einduitslag kwalificeerden zich voor de Olympische Zomerspelen van 2012 in Londen. Titelverdedigster was de Britse Keri-Anne Payne.

## Uitslag
| Rang   | Naam                        | Land                | Tijd      |
| ------ | --------------------------- | ------------------- | --------- |
| Goud   | Keri-Anne Payne             | Verenigd Koninkrijk | 2:01.58,1 |
| Zilver | Martina Grimaldi            | Italië              | 2:01.59,9 |
| Brons  | Marianna Lymperta           | Griekenland         | 2:02.01,8 |
| 4      | Melissa Gorman              | Australië           | 2:02.12,0 |
| 5      | Cecilia Biagioli            | Argentinië          | 2:02.12,0 |
| 6      | Poliana Okimoto             | Brazilië            | 2:02.13,6 |
| 7      | Jana Pechanová              | Tsjechië            | 2:02.13,8 |
| 8      | Angela Maurer               | Duitsland           | 2:02.15,1 |
| 9      | Swann Oberson               | Zwitserland         | 2:02.16,4 |
| 10     | Erika Villaécija            | Spanje              | 2:02.18,7 |
| 11     | Ana Marcela Cunha           | Brazilië            | 2:02.22,2 |
| 12     | Fang Yanqiao                | China               | 2:02.24,6 |
| 13     | Christine Jennings          | Verenigde Staten    | 2:02.24,6 |
| 14     | Teja Zupan                  | Slovenië            | 2:02.24,7 |
| 15     | Olga Beresnyeva             | Oekraïne            | 2:02.25,1 |
| 16     | Ophelie Aspord              | Frankrijk           | 2:02.28,3 |
| 17     | Karla Sitic                 | Kroatië             | 2:02.29,6 |
| 18     | Kalliopi Araouzou           | Griekenland         | 2:02.31,3 |
| 19     | Andreina Pinto              | Venezuela           | 2:02.32,5 |
| 20     | Linsy Heister               | Nederland           | 2:02.33,6 |
| 21     | Cassandra Patten            | Verenigd Koninkrijk | 2:02.33,6 |
| 22     | Cara Baker                  | Nieuw-Zeeland       | 2:02.34,0 |
| 23     | Margarita Dominguez Cabezas | Spanje              | 2:02.36,5 |
| 24     | Jekaterina Seliverstova     | Rusland             | 2:03.18,4 |
| 25     | Alejandra Gonzalez Lara     | Mexico              | 2:03.25,8 |
| 26     | Celia Barrot                | Frankrijk           | 2:03.43,7 |
| 27     | Li Xue                      | China               | 2:04.39,9 |
| 28     | Anna Oevarova               | Rusland             | 2:05.11,7 |
| 29     | Silvie Rybarova             | Tsjechië            | 2:05.30,5 |
| 30     | Eva Fabian                  | Verenigde Staten    | 2:05.41,9 |
| 31     | Danielle de Francesco       | Australië           | 2:05.47,3 |
| 32     | Inha Kotsur                 | Azerbeidzjan        | 2:06.00,1 |
| 33     | Lizeth Rueda Santos         | Mexico              | 2:06.52,1 |
| 34     | Nataly Caldas               | Ecuador             | 2:07.04,9 |
| 35     | Yumi Kida                   | Japan               | 2:07.07,7 |
| 36     | Isabell Donath              | Duitsland           | 2:07.31,5 |
| 37     | Nika Kozamernik             | Slovenië            | 2:07.32,7 |
| 38     | Iris Matthey                | Zwitserland         | 2:07.35,7 |
| 39     | Natalie du Toit             | Zuid-Afrika         | 2:08.27,1 |
| 40     | Zsofi Balazs                | Canada              | 2:10.01,7 |
| 41     | Alona Berbasova             | Oekraïne            | 2:11.05,2 |
| 42     | Ayano Koguchi               | Japan               | 2:11.48,9 |
| 43     | Tang Wing Yung Natasha      | Hongkong            | 2:12.00,6 |
| 44     | Nadine Williams             | Canada              | 2:13.35,5 |
| 45     | Jessica Roux                | Zuid-Afrika         | 2:16.34,5 |
| 46     | Katia Barros                | Ecuador             | 2:16.45,7 |
| 47     | Chan Fiona On Yi            | Hongkong            | 2:17.31,3 |
| 48     | Cindy Toscano               | Guam                | 2:19.43,1 |
| 49     | Laila El Basiouny           | Egypte              | 2:20.15,4 |
| 50     | Yessy Venisia Yosaputra     | Indonesië           | 2:20.43,2 |
| –      | Yanel Pinto                 | Venezuela           | DNF       |
| –      | Giorgia Consiglio           | Italië              | DNF       |
| –      | Merna Mohamed               | Egypte              | DNF       |
| –      | Anastasiya Zhidkova         | Azerbeidzjan        | DNF       |
| –      | Annisa Fabiola              | Indonesië           | DNF       |
| –      | Éva Risztov                 | Hongarije           | DNS       |